# 清滝 (京都市)

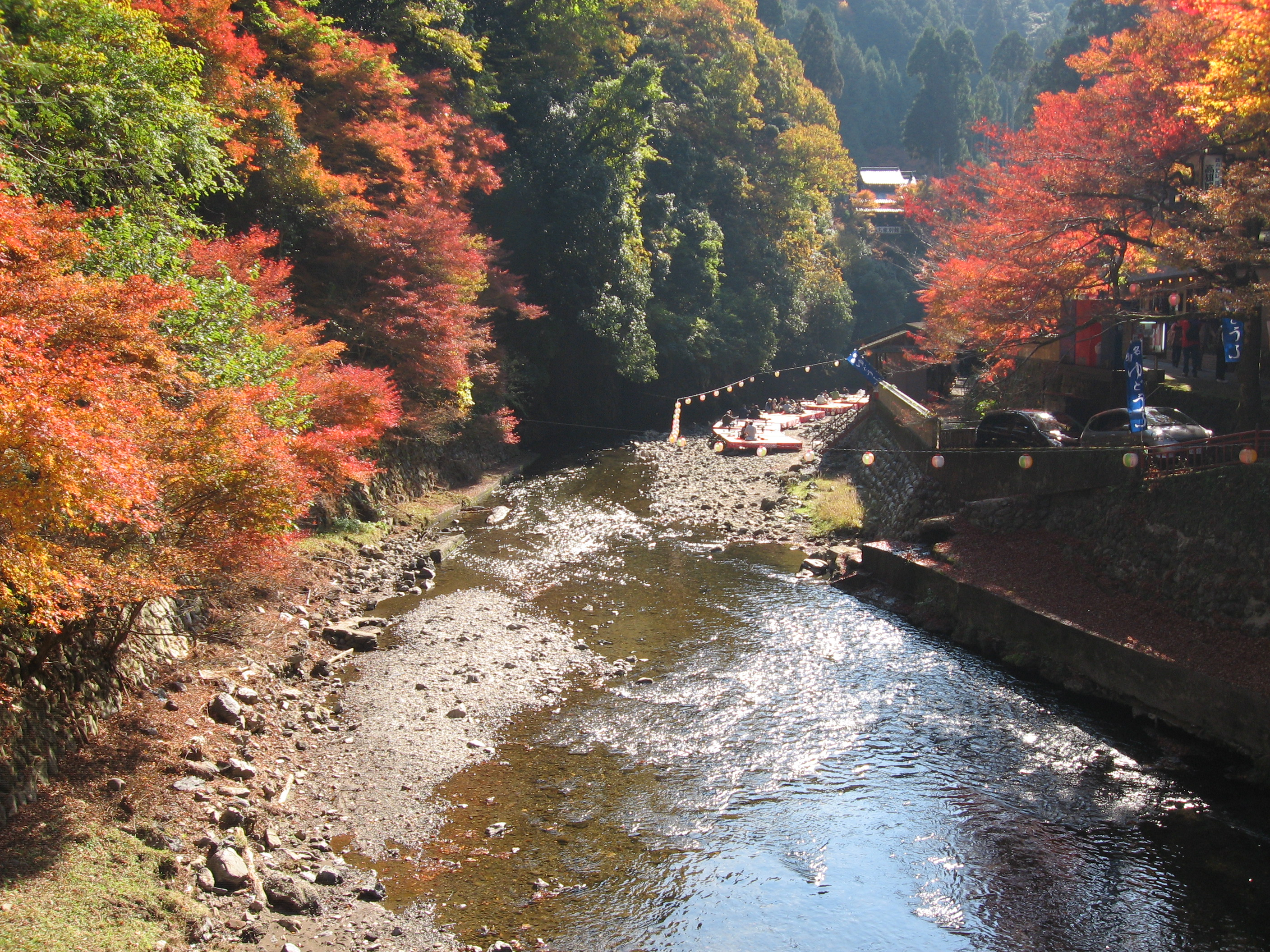
清滝川（高雄付近）

清滝（きよたき，英語: Kiyotaki）は、京都市右京区嵯峨清滝地区を指す地名。愛宕山の東南側山麓に位置し、清滝川谷あいの山中の集落を中心とした地区である。

## 概要
平安時代に開山した愛宕山で修行する修験者の登山口であり、愛宕山岳信仰の修行者や僧坊に奉仕する者が住み着いたのが、集落の起源である。江戸時代に入り、愛宕山の勝軍地蔵信仰が全国の大名や武士の間に広まり、その参詣道にあたる清滝には大名に供奉する人が住居を構えた。そして、大勢の参詣者が集まる宿場町に成長し、旅籠や茶屋が軒を連ね現在の集落の原形となった。京都では数少ない納涼避暑地として、松尾芭蕉や与謝野晶子などもこの地に逗留し詩を詠んだ。昭和初期には嵐山から愛宕山鉄道が開通し、ホテルや遊園地、スキー場も開設されるなど最先端のレジャー地域として大いに栄えたが、第二次世界大戦時に不要不急線として鉄道路線が廃線となり、観光スタイルも変化したことや愛宕山信仰参詣登山者も減ったため訪れる人も減り、集落も寂れていった。現在は、東海自然歩道の一部である京都一周トレイルや、愛宕山登山に向かうハイカーが京都市内中心部からのバスを下車する中継地点として、主に休日を中心として賑わっている。

## 人口
2010（平成22）年の国勢調査では、21世帯52人。

## 地区
清滝地区は嵯峨清滝町など下記の町から構成され、95%以上が山間部である。居住地は金鈴橋から猿渡橋までの間の500mの清滝川の両岸のみである。
- 右京区 嵯峨清滝町
- 右京区 嵯峨清滝深谷町
- 右京区 嵯峨清滝一華表町
- 右京区 嵯峨清滝月ノ輪町

以下、人が居住しない町
- 右京区 嵯峨清滝空也滝町
- 右京区 嵯峨清滝田鶴原町
- 右京区 嵯峨清滝大谷町
- 右京区 嵯峨清滝堂尻町
- 右京区 嵯峨清滝北谷町
- 右京区 嵯峨清滝八丁山町

## 主要施設
- 関西電力 清滝発電所（250kW）[4]
- 京都バス 清滝バス停

清滝川に架かる橋梁
- 金鈴橋 : 清滝集落内
- 渡猿橋 : 清滝集落内
- 清滝橋（青竜橋） : 清滝集落内
- 落合橋

## アクセス
バス
バスは旧愛宕山鉄道の清滝隧道や軌道敷跡に作られた清滝道を走行する。
- 京都バス 72系統（阪急嵐山駅・四条大宮駅経由、JR京都駅行き）
- 京都バス 62系統（阪急嵐山駅・JR二条駅経由、河原町駅・三条京阪駅行き）
- 京都バス 92,94系統（阪急嵐山駅行き）
  - 日中は、京都市中心部への直通便はなく、阪急嵐山駅から大覚寺を経由して清滝に至る94系統か、阪急嵐山駅から大覚寺を経由せず清滝に至る92系統のみとなる。また、2018年から日中の運転間隔が30分おきから1時間おきとなり、発車時刻を予め調べておかないとかなり待たされることになる。

自転車・徒歩
- 嵯峨鳥居本から試峠を越える経路が推奨される。
- 峠を短絡する府道137号線の清滝隧道（トンネル）は、1944年に廃線となった愛宕山鉄道の単線鉄道トンネルを道路用に転用したものであり、道幅が狭いため歩行者の歩行にはあまり適さないが、歩行自体は禁止されていない。